# Joan Crexells

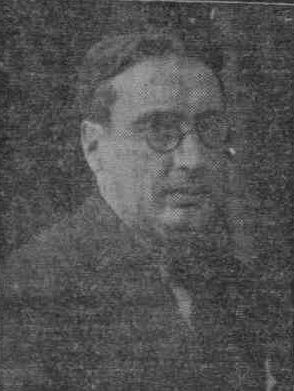
Retrato de Joan Crexells

Joan Crexells Vallhonrat (Barcelona, 1896-Barcelona, 13 de diciembre de 1926) fue un escritor e intelectual español.

## Biografía
Nació en 1896 en Barcelona en el seno de una familia de la alta burguesía de la ciudad. Estudió comercio, filosofía y derecho en la Universidad de Barcelona y también en los Estudios Universitarios Catalanes. Estaba bastante interesado en la problemática del pensamiento, y por esto profundizó los estudios de griego, de filosofía y de pedagogía. Estudió filosofía del derecho con Eugeni d'Ors en Barcelona y con Rudolf Stammler, en Berlín.
Fue pensionado por el Ayuntamiento de Barcelona para ampliar estudios de economía y de finanzas, y fue nombrado jefe de estadística municipal en 1924, pero el gobierno de Miguel Primo de Rivera le impidió ocupar el cargo. Viajó por Italia, Austria, Alemania, Polonia y Reino Unido, colaboró en Quaderns d'Estudi, en La Revista, Revista de Catalunya y en La Publicitat (1920-1926), donde se encargó de la página de economía con el seudónimo Observer.
A través de sus escritos y conferencias incorporó nuevas corrientes europeas a la cultura catalana, como las teorías de Bertrand Russell, sobre cuyo pensamiento publicó un ensayo en 1919 en Quaderns d'Estudi. También tradujo del griego tres volúmenes de los Diálogos de Platón para la Fundación Bernat Metge entre 1924 y 1928. 
Murió en 1926 a los treinta años. En su honor se instituyó el Premio Juan Crexells de narrativa.

## Obras
- La història a l'inrevés.
- Primers assaigs.
- De Plató a Carles Riba.
- Cròniques Europees. Berlín-Londres, 1920-26.
- Escrits d'economia i finances.